# Sphaeroma peruvianum
Sphaeroma peruvianum là một loài chân đều trong họ Sphaeromatidae. Loài này được Richardson miêu tả khoa học năm 1910.